# František Pavličík
František Pavličík (30. července 1898 Kroměříž – 7. května 1942 koncentrační tábor Mauthausen) byl český protektorátní četník, který významnou měrou pomohl v posledním kvartálu roku 1941 příslušníkům čtyřčlenného paradesantního výsadku S1/R s plněním jejich úkolů v Protektorátu Čechy a Morava, kam byli vysláni Československou vojenskou misí v SSSR (ČsVM).

## Život
František Pavličík se narodil 30. července 1898 v Kroměříži. Ještě před vznikem protektorátu se zúčastnil v říjnu 1938 bojů proti Maďarům. Na četnické stanici v Přerově působil od roku 1939 a pak pracoval v Kroměříži. V poslední čtvrtině roku 1941 vykonával (v hodnosti četnického praporčíka) funkci velitele četnické stanice v Ratajích.
V domácím protiněmeckém odboji podporoval členy parašutistického výsadku S1/R vypraveného ze SSSR. Dne 16. září 1941 zabezpečil, společně s MUDr. Aloisem Dubovským (1900–1942) a Irenou Svobodovou (1901–1980) převoz operačního (výsadkového) radiotelegrafního kompletu (vysílačka + přijímač), kterou měl na starosti výsadkář rotný František Brauner, z Dřínova do Kroměříže. 

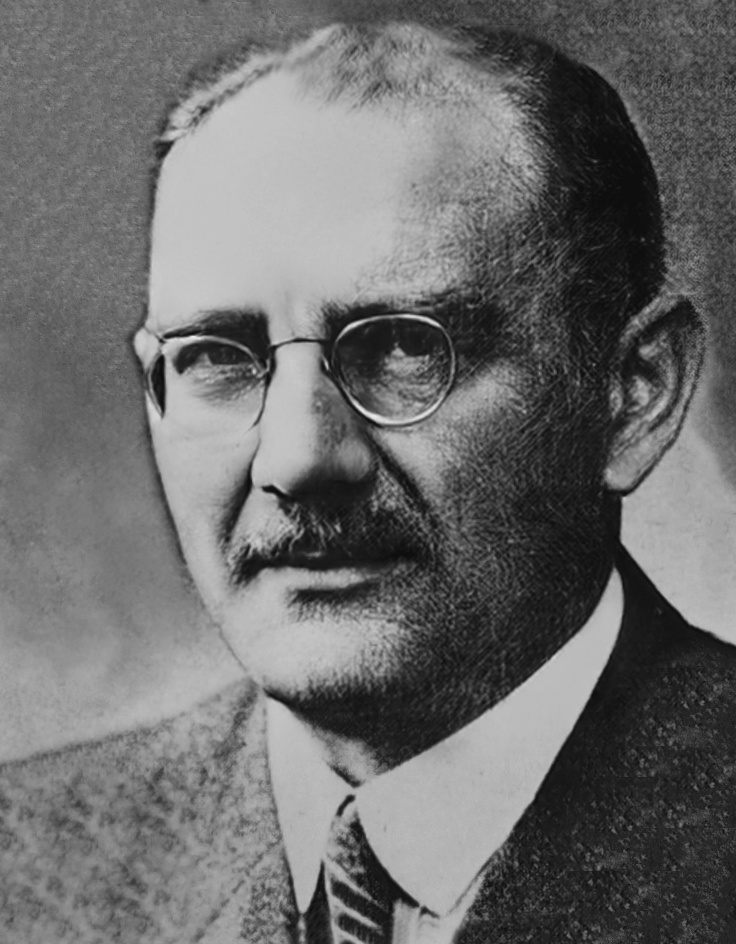
Alois Dubovský
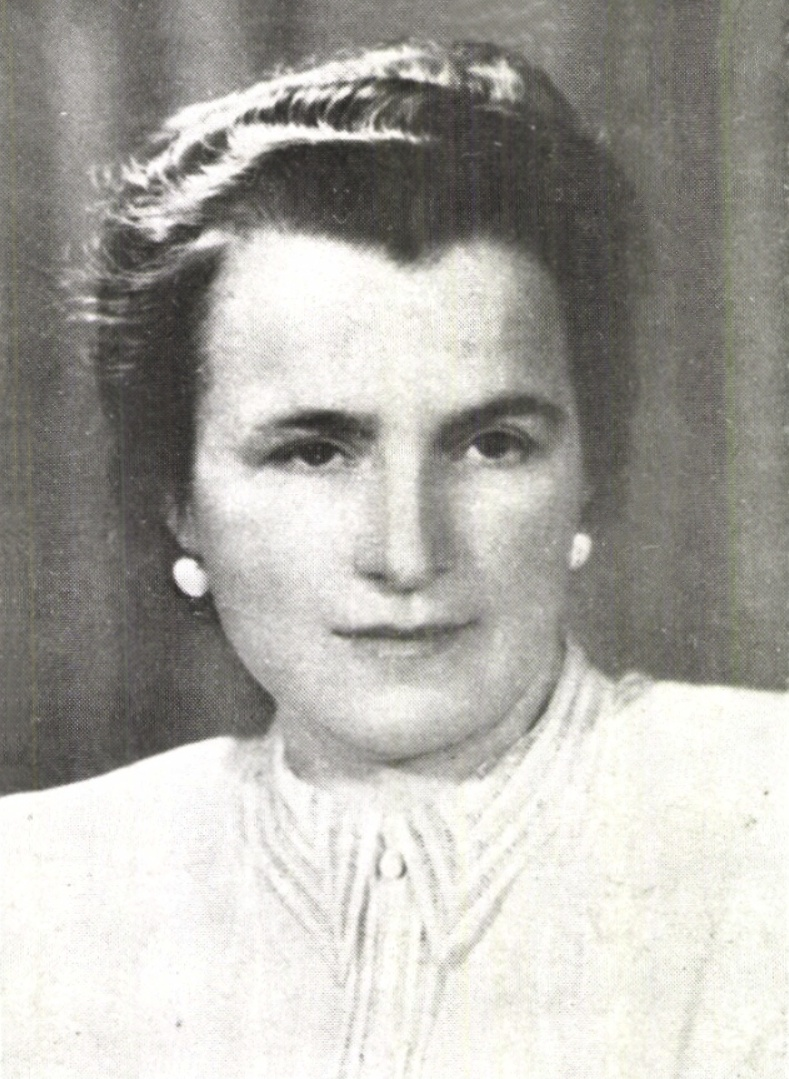
Irena Svobodová

O provoz této „Braunerovy“ ilegální radiostanice se staral společně s bývalým příslušníkem československých legií na Rusi, odbojářem Antonínem Raitem; kriminálním asistentem Františkem Kozubkem, železničním zaměstnancem Teodorem Sahánkem a bratry (nedostudovaným lékařem) Arnoštem Špidlou a rotmistrem vládního vojska Ladislavem Špidlou.
Ilegální radiostanice byla nejprve ukryta v altánu zahrady domu Svobodových v Kroměříži vede Květné zahrady. Odsud bylo navázáno první kontrolní radiové spojení s Moskvou. Zpočátku byla radiová stanice převážena na kole (!) dvakrát týdně mezi Kroměříží a Ratajemi. Tuto riskantní činnost zajišťoval František Pavličík a fyzicky ji prováděli František Brauner a pro spolupráci s domácím odbojem získaný radiotelegrafista Ladislav Špidla. Později bylo ilegální radiové pojítko ukládáno u Emila Semeráda, který bydlel v Ratajích nedaleko četnické stanice. Dalším místem dočasného úkrytu (i místem pro další pokusy o navázání spojení s Moskvou) byla četnická stanice v Ratajích, které velel František Pavličík.

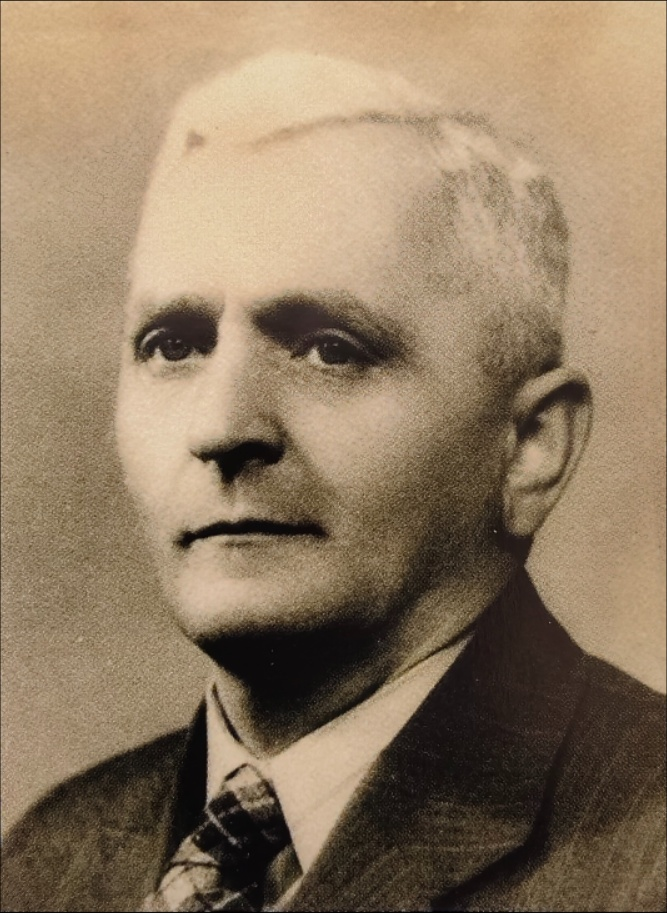
Antonín Rait
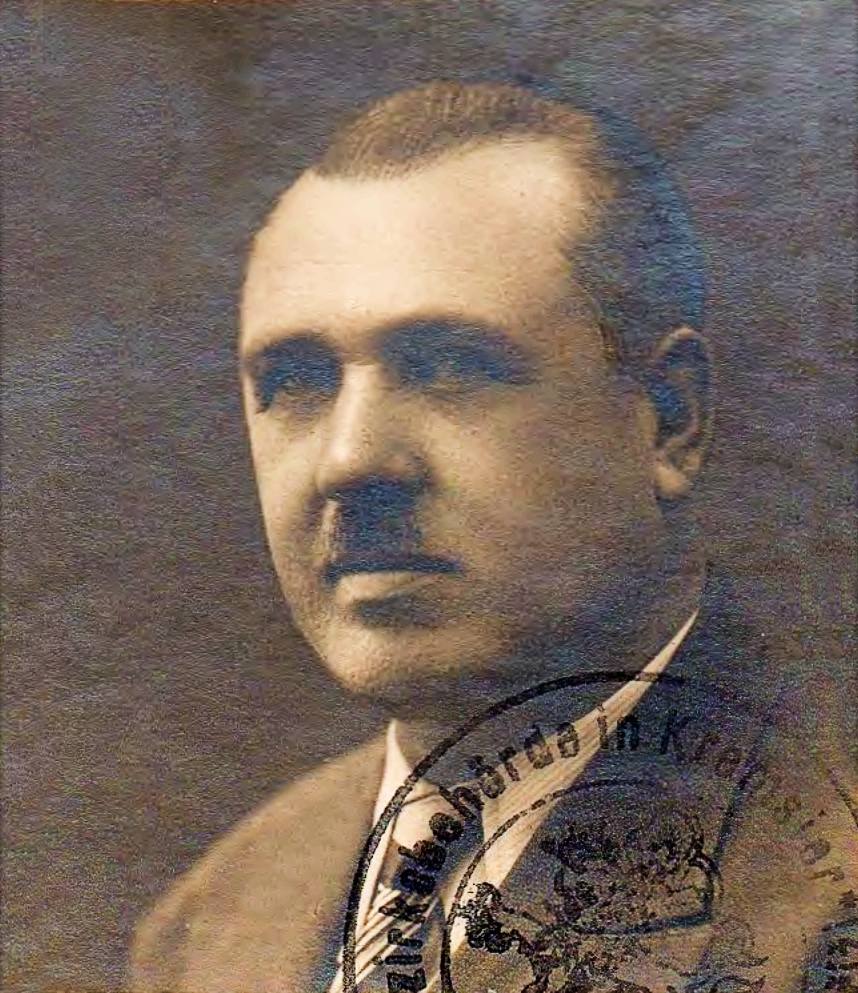
Teodor Sahánek
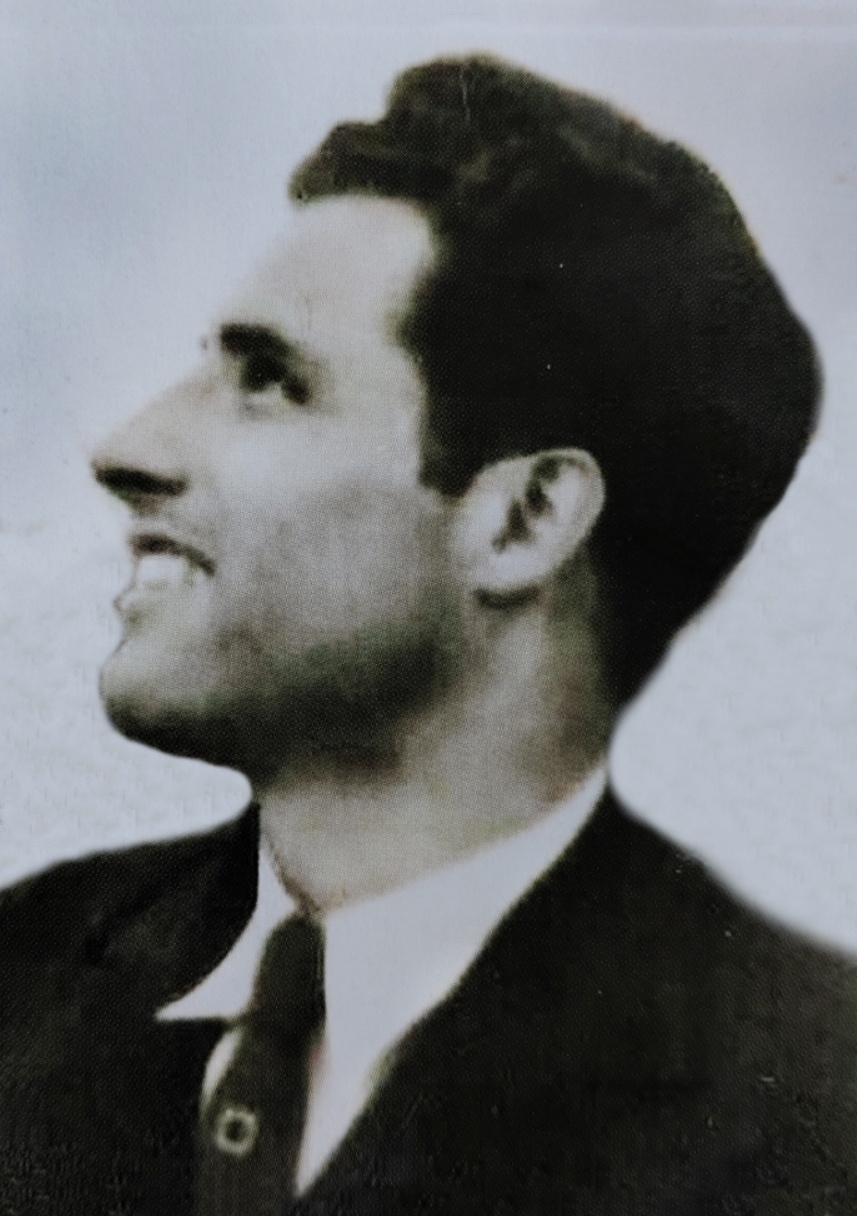
Arnošt Špidla
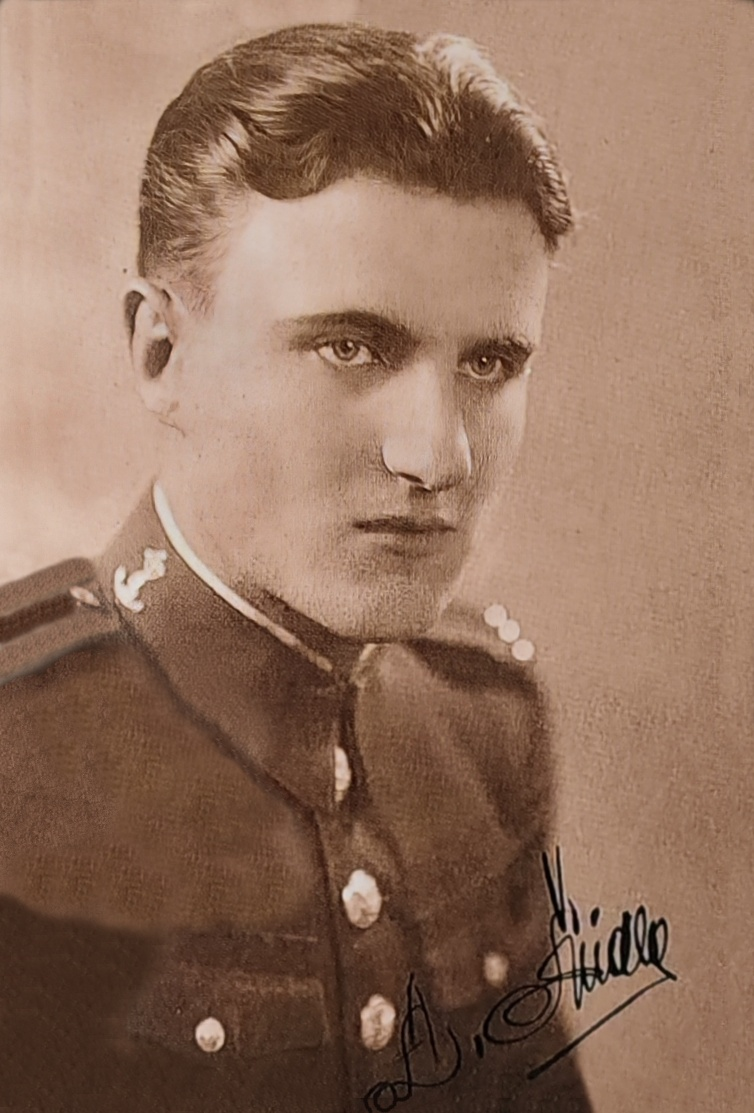
Ladislav Špidla

Po prozrazení výsadku S1/R a jeho podporovatelů byl František Pavličík zatčen v Ratajích dne 12. listopadu 1941. Odsouzen byl německým stanným soudem v Brně 22. prosince 1941 v nepřítomnosti k trestu smrti. Byl vězněn na různých místech (Přerov, Ostrava a Brno–Kounicovy koleje) protektorátu. Své manželce se mu podařilo z Kounicových kolejí propašovat moták s následujícím krátkým textem: „Vychovávej Dášu a Zdenu v poctivosti a vy Dášo a Zdeno, buďte hodnými dcerami vašich svědomitých rodičů a národa." Dne 13. ledna 1942 deportován do koncentračního tábora Mauthausen, kde byl 7. května 1942 popraven zastřelením (spolu s dalšími 72 osobami) pod pořadovým číslem 410.